# 2022年中国人民解放軍による台湾周辺での軍事演習
2022年中国人民解放軍による台湾周辺での軍事演習（2022ねんちゅうごくじんみんかいほうぐんによるたいわんしゅうへんでのぐんじえんしゅう）は、2022年8月4日より始まった中華人民共和国の人民解放軍による中華民国（台湾）周辺での軍事作戦。アメリカ合衆国下院議長、ナンシー・ペロシの台湾訪問を受けたものである。以下、便宜上、中華人民共和国を中国、中華民国を台湾と表記する。

## 概要
この軍事作戦はアメリカの下院議長ナンシー・ペロシが台湾を訪問したことによる対抗措置として、中国軍が台湾を取り囲む形で、6か所の海空域において、「重要軍事演習」として始めたものである。台湾国防部は、中国軍が台湾の北部・東部・南部の海域に対して、11発の弾道ミサイルを発射したことを明らかにした。

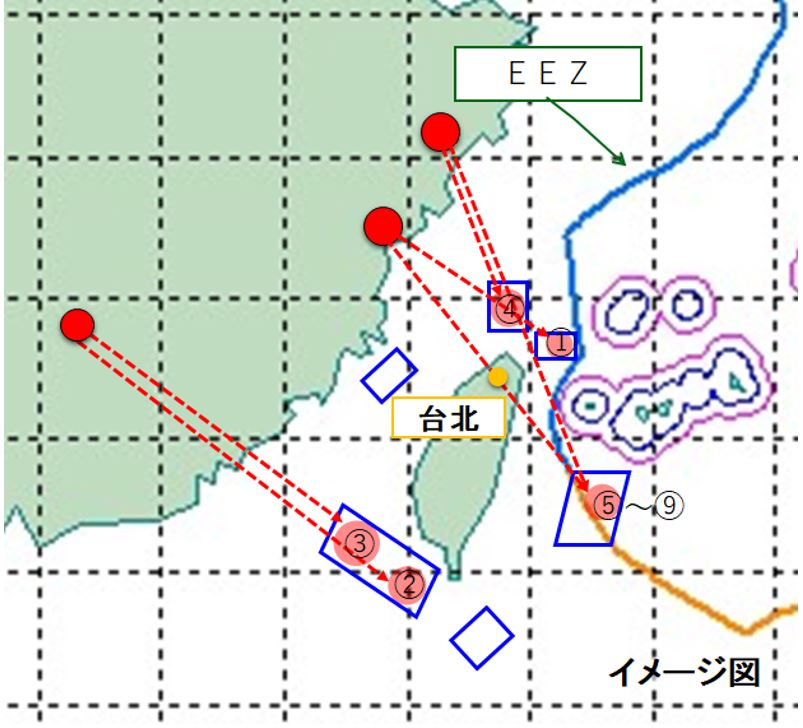
中国が発射した弾道ミサイルの推定される軌道（日本の防衛省作成、2022年8月4日公表）。

また、日本の防衛省によれば、日本が確認した9発のミサイルは日本時間の2022年8月4日14時56分ごろから16時8分ごろまで、中国軍が中国の内陸部に加え、東部と南部の合わせて3か所から発射され、そのうち、浙江省からの1発と福建省からの4発のそれぞれのミサイルが、沖縄県の与那国島南方にある日本の排他的経済水域内に落下した。中国軍による台湾周辺海域に対しての弾道ミサイルの発射は1996年以来26年ぶりで、これについて、台湾国防省のシンクタンクである国防安全研究院国防戦略・資源研究所所長の蘇紫雲は「台湾の存在を脅かしており、第4次台湾海峡危機と言える」と指摘している。
2022年8月4日、台湾総統の蔡英文はビデオメッセージを発表し「海空運輸の安全や国際貿易の機能が前例の無い脅威にさらされている」として、中国共産党の習近平政権を批判し、中国に「理性的な自制」を強く求めた。また、国際社会に対しては、「民主的な台湾を支援し軍事行動の阻止に協力する」ことを求めた。
5日には、日本時間の正午の時点で、台湾国防部が「中国軍機と軍艦が幾度も台湾海峡周辺で演習を行い、台湾海峡の中間線を越えた」と明らかにした上で、直ちに警報を発令した。また、台湾国防部によれば、同日、49機の中国の軍用機が台湾海峡の中間線を越え、領空周辺において探知された中国の軍用機も68機と、いずれも過去最多になっている。また、13隻の艦船も台湾海峡の中間線を越え、台湾側に入ったという。
6日に台湾国防部は、5日の夜に中国大陸に近い福建省金門島に、所属不明の7機のドローンが飛んでいたこと、それに対し台湾国防部が「照明弾を発射して警告した」ことを明らかにした。また、この金門島には、3日と4日にも、所属不明の無人機が飛んでいたことがすでに確認されている。なお、台湾の離島である馬祖列島でも、ドローンが飛んでいたことを確認している。
6日に台湾国防部は、台湾海峡の周辺において、中国の軍用機に加え、艦艇も「多数」確認したことを明らかにした上で、中国が「台湾本島攻撃のシミュレーション」を実施しているという見方を示した。その上で、同日午前に、台湾海峡周辺で多数の中国の軍用機と艦艇が台湾本島を攻撃する模擬演習を実施し、その上で「一部が『中間線』を越えたことを（台湾軍が）確認した」という。また、これを受けて、台湾軍は警告を出して、航空戦力による偵察部隊に加え、艦船を派遣し、その上で、地上においてミサイル防衛システムを配備している。
また、中国軍で台湾方面を担当している東部戦区は、台湾の空域と海域において、「陸地攻撃」を重点においた演習を実施したことを明らかにした。具体的には、「対地攻撃や海上攻撃の能力を重点的に検証した」とした上で、「本島にある台湾軍の基地や空港などの重要施設を攻撃する訓練」を実施した模様。また、台湾の東部沖で、「護衛艦が戦区の統合作戦指揮センターの指示を受け、本島に高速で接近する」といった訓練も実施している。さらに、台湾国防省は、「中国軍が台湾本島への侵攻を想定した模擬演習」を行ったことを明らかにした上で、6日の日本時間18時までに周辺の空域と海域において、中国軍の20機の航空機と14隻の艦船が確認されており、そのうち、14機の航空機が、台湾海峡の事実上の停戦ラインである「中間線」を超えた。
このように、中国軍では、4日が弾道ミサイルの発射訓練、5日が「海軍艦艇や空軍の戦闘機、爆撃機などによる統合訓練」を実施していて、「日ごとにテーマを設定して」演習をしていると見られている。
また、台湾外交部は、5日、台湾を狙ったサイバー攻撃について、4日から5日にかけて、「公式ウェブサイトを狙った域外からの攻撃」が続き、「1分間の攻撃回数が最高で1億7000万回に達した」ことを明らかにした。
6日の深夜に、台湾国防部は、6日の夜に中国大陸に近い福建省金門島に所属が不明となっている3機のドローンが飛んできたことを明らかにした。
8月7日に、中国軍の「東部戦区」は、「実戦を想定した」演習を行い、それぞれの部隊が、「対地攻撃や長距離対空攻撃を連携して」行う能力を検証した。また、台湾国防省によれば、台湾海峡周辺において、66機の中国軍の軍用機と、14隻の艦艇を確認した。このうち、12機の戦闘機が、「台湾海峡の中間線」を台湾側に越えたという。
7日、4日間の当初の日程を終了した。「在北京の外交筋」によれば、その規模は「中国軍史上最大」だったという。今回の演習について、「在北京の外交筋」は「1995-1996年の台湾海峡危機の時の演習よりも規模が大きく、中国軍が現代的な統合作戦を実行できることを示した」とした上で、「演習が常態化すれば、中国軍は着実に台湾侵攻能力を向上させていく」と危機感を示している。
しかし、翌8日に、中国軍は、台湾周辺の空域・海域において、新たな軍事演習を実施することを明らかにした。具体的には、台湾周辺の海空域において、「潜水艦に対する対応や海上での攻撃を想定した演習」を実施する。これについて、中国共産党機関紙、環球時報の前編集長である胡錫進は8日未明、ツイッターで「演習は日曜日（7日）正午までの予定だったが延期された。これは米国、日本、豪州の警告に向けた侮りを示すものだ」と投稿している。
9日も、中国軍の「東部戦区」は「台湾の周辺海空域で実戦に向けた統合演習を引き続き実施した」ことを明らかにした。関係筋によれば、「事態を拡大させるつもりはない。危険性は小さい」としたが、「北部や南部など他の地域でも演習を続けている」とも述べている。一方で、いわゆる中間線の付近において、中国軍と台湾軍の艦艇がおよそ10隻ずつ航行しており、「にらみ合い」になったという。また、台湾国防省の発表によれば、同日に16機の中国軍の戦闘機が台湾側の中間線を越えている。
そして、10日、中国軍の「東部戦区」の報道官は、今回の軍事演習を「各任務を成功裏に終えた」ことを明らかにした。しかし、報道官は「練兵と戦争準備を継続し、台湾海峡の戦備警戒を常態化する」とも述べ、台湾に対して、「台湾に軍事圧力を加え続ける考え」も示している。なお、台湾国防省は10日の夕方まで、36機の中国軍の航空機に加え、10隻の中国軍の艦船が確認され、そのうち、17機の航空機は、台湾海峡の事実上の停戦ラインである「中間線」を台湾側に超えたという。
さらに、中国側が6日に、新たに6日から15日の10日間にわたって「黄海南部の一部の海域で実弾射撃を行う」ことを明らかにした。また、渤海の北部での6日に軍事演習を行うことを発表していて、同じ渤海では、8日から9月8日までの1か月にわたって、別の軍事活動を行った。なお、黄海と渤海は、台湾周辺から、北に位置する海域となっている。
一方で、今回の中国軍の台湾周辺の軍事演習が行われたことを受けて、台湾の陸軍が8月9日と11日に台湾南部の沿岸付近で「重砲射撃訓練」を行うことを明らかにした。

## 反応

### 台湾国内
外交部長の呉釗燮（ジョセフ・ウー）は、9日、台湾への侵略を準備したものだと非難した。
16日、台湾のシンクタンク「台湾民意基金会」が発表した世論調査（20歳以上の台湾人1035人対象）で、軍事演習について、78.3%が「怖くない」と回答、「怖い」と回答したのは17.2%であり、台湾人の落ち着いた反応が浮き彫りになった。世論調査では52.9%がペロシ訪台を「歓迎する」と回答、「歓迎しない」は24.0%だった。

### その他の国・地域・機関
- 国際連合

国連事務総長のアントニオ・グテーレスは、林芳正との会談で当該地域の緊張緩和で一致した。
- 日本

在日アメリカ空軍の嘉手納基地では、多数の航空機が発進し、2022年8月5日には午前８時過ぎに第18航空団所属のF-15C/Dが、更にその約一時間後には、E-3AWACSが、更にその約30分後には第82偵察隊のRC-135U/V/Wが相次いで離陸する等、慌ただしい動向があった。